# جو دوي
جو دوي (بالإنجليزية: Joe Dowie)‏ هو لاعب كرة قاعدة أمريكي، ولد في 15 يوليو 1865 في نيو أورلينز في الولايات المتحدة، وتوفي بنفس المكان في 4 مارس 1917.

## وصلات خارجية
- جو دوي على موقعبيزبول رفرنس.كوم (الدوري الرئيسي) (الإنجليزية)